# Samsung Galaxy Pocket
Galaxy Pocket foi uma série de smartphones da linha Samsung Galaxy. O primeiro aparelho foi anunciado em 6 de março de 2012. Se caracteriza pelo seu pequeno tamanho, desempenho razoável e relação custo-benefício, sendo à época o modelo mais básico da linha de smartphones Galaxy.

## Recursos
O Galaxy Pocket possui o sistema operacional Android, e usa a interface TouchWiz, da Samsung..
O aparelho vem equipado com o processador Broadcom BCM21553 ARMv6, com 832 MHz e 289 MB de RAM. Também possui GPU Broadcom BCM2763 VideoCore IV LPDDR2 128MB.
O aparelho já vem com os teclados Swype e o teclado Samsung pré-instalados, bem como vários softwares da Google, como a Pesquisa por voz, Pesquisa do Google, Google Play, Google Maps, Gmail e YouTube. A câmera é de 2 MP sem flash, não há câmera frontal.
A resolução da tela é de 240x320, 2.8", com suporte multitoque.
Possui conectividade 3G e 2G, Wi-Fi, Bluetooth 4.0 e Micro-SD, suporta HSDPA de até 7,2 Mbit/s.
Também tem entrada USB e para fones de ouvido com conector de 3,5mm.
A memória interna é de 3 GB (2,05 GB utilizável) e suporte para cartão de memória Micro-SD expansível até 32 GB.
Também há suporte a tethering e trabalhar como modem.

## Design
O Galaxy Pocket segue os padrões Samsung, sendo um smartphone que pesa apenas 98 gramas e suas dimensões são de (L.A.P) 5,8 x 10,4 x 1,2  cm. Ele possui uma linha azul metálica que contorna todo o aparelho e a tampa da bateria é de plástico texturizada para não arranhar e evitar escorregões. Possui uma tela de 2.8" polegadas de plástico e nenhuma proteção contra riscos. O botão home é físico e os botões capacitivos são voltar e opções. Na lateral direita, ele possui o botão de volume, e, na esquerda, o botão de energia. Em cima fica a entrada para fone de ouvido e a entrada USB tampada por uma tampa de plástico e embaixo fica o microfone. Atrás encontram-se a saída de som e a câmera.

## Aparelhos
A série foi composta por um total de 7 aparelhos, sendo estes:
- Galaxy Pocket GT-S5300 (Android 2.3.6, 2011)
- Galaxy Pocket Duos GT-S5302 (Android 2.3.6, 2011)
- Galaxy Pocket Plus GT-S5301 (Android 4.0.4, 2012)
- Galaxy Pocket Plus Duos GT-S5303 (Android 4.0.4, 2012)
- Galaxy Pocket Neo GT-S5310 (Android 4.1.2, 2013)
- Galaxy Pocket Neo Duos GT-S5312 (Android 4.1.2, 2013)
- Galaxy Pocket 2 Duos SM-G110 (Android 4.4.2, 2014)